# Vesele, Nova Odesa
Vesele (în ucraineană Веселе) este un sat în comuna Antonivka din raionul Nova Odesa, regiunea Mîkolaiiv, Ucraina.

## Demografie
Componența lingvistică a localității Vesele
     Ucraineană (95,8%)
     Română (2,52%)
     Rusă (1,68%)
Conform recensământului din 2001, majoritatea populației localității Vesele era vorbitoare de ucraineană (95,8%), existând în minoritate și vorbitori de română (2,52%) și rusă (1,68%).